# Anaphes nipponicus
Anaphes nipponicus är en stekelart som beskrevs av Shinji Kuwayama 1932. Anaphes nipponicus ingår i släktet Anaphes och familjen dvärgsteklar. Inga underarter finns listade i Catalogue of Life.